# Nisshin (Aichi)
Nisshin (日進市, Nisshin-shi) é uma cidade japonesa localizada na província de Aichi.

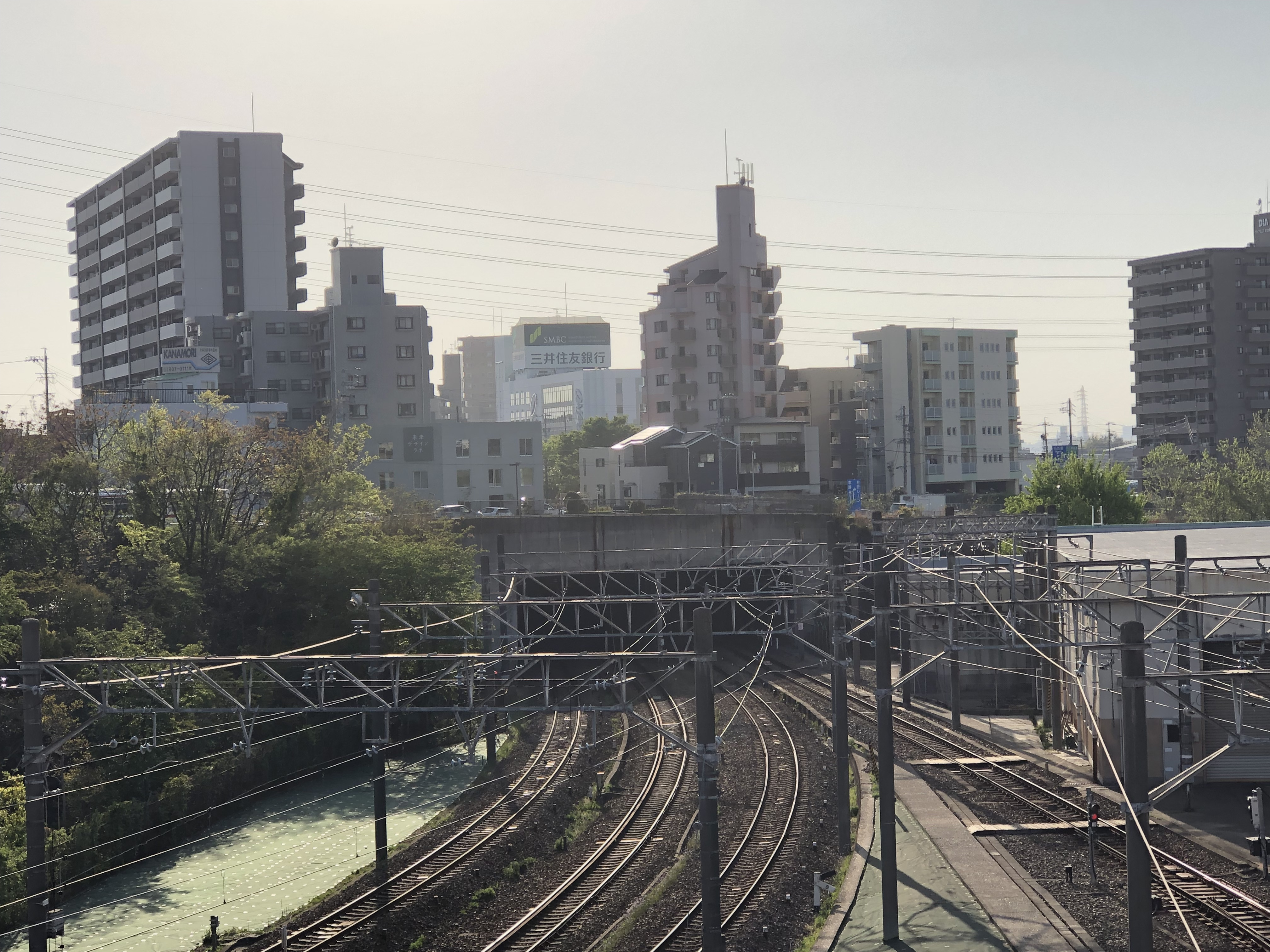
Nissin(Akaike)

Localização de Nisshin na província de Aichi.

Em 2011 a cidade tinha uma população estimada em 82 701 habitantes e uma densidade populacional de 2 117,99 h/km². Tem uma área total de 34,90 km².
Recebeu o estatuto de cidade no dia 1 de outubro de 1994.
O município de Nisshin faz fronteira com o de Nagóia, servindo principalmente como subúrbio desta cidade.

## Locais de Interesse
- Castelo de Iwasaki (de entrada livre)
- Convés de Heisei Tenboudai
- Goshikien (parque religioso)
- Lagoa de Aichi (Aichi Ike)
- Fazenda de Aichi (Aichi Bokujo)

## Utilidades
- Universidade de Estudos Estrangeiros de Nagóia
- Biblioteca municipal de Nisshin, de arquitetura contemporânea
- Centro de Desportos de Nisshin

## Cidades-irmãs
- Owensboro, Estados Unidos